# Acestrorhynchus falcirostris
Acestrorhynchus falcirostris és una espècie de peix de la família dels acestrorrínquids i de l'ordre dels caraciformes.

## Morfologia
- Els mascles poden assolir 40 cm de longitud total.[2][3]

## Hàbitat
És un peix d'aigua dolça i de clima tropical (24 °C-28 °C).

## Distribució geogràfica
Es troba a Amèrica: conques dels rius Amazones i Orinoco, i rius de la Guaiana.